# Fotel Pradziada
Fotel Pradziada (niem. Grossvaterstuhl, czes. Dědovo křeslo, inne polskie nazwy: Tron Dziadka, Tron Liczyrzepy) – 12-metrowej wysokości skała piaskowcowa na szczytowym plateau Szczelińca Wielkiego, w Górach Stołowych, będąca jego najwyższym punktem (922,01 m n.p.m.). Do skały można dojść trasą zwiedzania Szczelińca Wielkiego, znajduje się tu stanowisko 8 Ścieżki Dydaktycznej Skalnej Rzeźby.
Na skale znajduje się punkt widokowy, od 1825 na jej szczyt prowadziły drewniane schody, obecnie metalowe. Za pierwszego jej zdobywcę uważa się jezuitę, który pozostawił na niej inicjały JHS lub SJ i datę 1576 lub 1565 (obecnie nieczytelne). Skałę odwiedzali królowie pruscy Fryderyk Wilhelm II Pruski i Fryderyk Wilhelm III Pruski, był tu również Johann Wolfgang Goethe.